# Alvin and the Chipmunks: Sóc chuột du hí
Ban nhạc sóc chuột: Đường đua của Chip (tiếng Anh: Alvin and the Chipmunks: The Road Chip) là phim điện ảnh gia đình Mỹ 2015 của đạo diễn Walt Becker, biên kịch là Randi Mayem Singer và Adam Sztykiel. Đây là tác phẩm thứ tư trong seri Ban nhạc sóc chuột với sự tham gia của Jason Lee, Justin Long, Matthew Gray Gubler, Josh Green, Jesse McCartney, Christina Applegate, Anna Faris, Kaley Cuoco, Bella Thorne, Kimberly Williams-Paisley và Tony Hale. Phim được khởi chiếu vào ngày 18 tháng 12 năm 2015.

## Nội dung
Alvin, Simon, và Theodore, cùng với nhóm Chipettes – Brittany, Jeanette, và Eleanor – đã chuyển đến một ngôi nhà mới và tổ chức một bữa tiệc sinh nhật bất ngờ cho Dave Seville, đồng thời cũng là bữa tiệc chúc may mắn cho nhóm Chipettes, những người sắp trở thành giám khảo khách mời của American Idol.
Alvin mời rất nhiều người nổi tiếng đến dự tiệc, khiến Simon không hài lòng. Mặc dù không thích điều này, Dave vẫn đồng ý đưa họ đi chơi mini-golf, nơi nhóm Chipmunks gặp Samantha, người mà Dave đã hẹn hò vài tháng qua. Dù các Chipmunks thích Samantha, nhưng Miles, con trai cô, lại bắt nạt họ một cách thô bạo. Sau đó, nhóm Chipmunks phát hiện một chiếc nhẫn đính hôn trong túi của Dave và cho rằng anh ấy định cầu hôn Samantha. Họ hoảng hốt nhận ra rằng nếu Dave và Samantha kết hôn, Miles sẽ trở thành anh trai của họ, nên họ tìm cách đánh cắp chiếc nhẫn nhưng không thành công.
Dave phải đến Miami để sản xuất album cho ca sĩ nhạc pop Ashley Grey, đồng thời quyết định đưa Samantha đi cùng. Trong khi đó, nhóm Chipmunks và Miles buộc phải ở nhà, nhưng họ lên kế hoạch đến Miami để ngăn chặn lời cầu hôn. Họ đánh thuốc mê ba con sóc, mặc quần áo lên chúng để lừa bà hàng xóm Price, người được giao nhiệm vụ trông chừng họ. Trên chuyến bay, Theodore vô tình thả một con khỉ ra, khiến nó giải phóng nhiều động vật khác, gây náo loạn và buộc máy bay phải hạ cánh khẩn cấp ở Austin, Texas. Sự cố này khiến họ bị Thanh tra hàng không James Suggs, một người ghét nhóm Chipmunks, để mắt đến. Suggs bị bạn gái chia tay vào dịp Giáng sinh vì anh ta là fan cuồng của nhóm, điều này khiến anh bị mất cơ hội vào FBI, và anh ta quyết định trả thù bằng cách đưa họ vào danh sách cấm bay.
Nhóm Chipmunks biểu diễn trong một quán bar nhưng bị Suggs bắt. Alvin gây ra một trận ẩu đả, giúp cả nhóm chạy thoát. Họ bắt taxi nhưng bị đuổi xuống vì không có tiền. Khi nghỉ chân dưới một cây cổ thụ, Miles tiết lộ rằng cha cậu đã bỏ rơi cậu từ nhỏ, khiến cậu dần thay đổi suy nghĩ và bắt đầu cảm thông với nhóm Chipmunks.
Họ kiếm tiền bằng cách biểu diễn trên phố để mua vé xe buýt đến New Orleans, nơi họ trình diễn trong lễ hội Mardi Gras, thu hút sự chú ý của Dave vì sự kiện được phát sóng trực tiếp trên truyền hình. Trong khi đó, Suggs tiếp tục đuổi theo họ nhưng lại bị chuốc say. Cuối cùng, Dave và Samantha tìm thấy Miles và nhóm Chipmunks tại sân bay New Orleans. Dave tức giận vì họ đã tự ý rời khỏi nhà mà không trả lời các cuộc gọi và tin nhắn của anh.
Do bị cấm bay, Dave phải lái xe đưa họ đến Miami. Khi đến nơi, Alvin tiết lộ rằng cậu đã đánh cắp chiếc nhẫn, qua đó vô tình ngăn chặn lời cầu hôn. Tuy nhiên, Miles – sau khi dần quý mến nhóm Chipmunks – cảm thấy thất vọng khi họ vui mừng về điều đó.
Khi Miles băng qua đường với tai nghe bật nhạc, cậu suýt bị xe tông, nhưng nhóm Chipmunks đã nhanh trí đẩy cậu ra khỏi nguy hiểm, khiến Theodore bị xe đâm thay, nhưng may mắn cậu tỉnh lại ngay sau đó. Nhận ra lỗi lầm của mình, nhóm quyết định trả lại chiếc nhẫn.
Trong bữa tối, Suggs cuối cùng cũng bắt kịp nhóm Chipmunks, nhưng họ đã bẫy anh ta trong thang máy. Miles và nhóm Chipmunks trả lại chiếc nhẫn cho Dave và nói rằng họ chấp nhận Samantha và Miles vào gia đình. Tuy nhiên, Dave tiết lộ rằng chiếc nhẫn thuộc về bạn anh – Barry, người định cầu hôn bạn gái Alice.
Để chuộc lỗi, nhóm Chipmunks biểu diễn một bài hát mới dành tặng Dave tại bữa tiệc ra mắt với sự hỗ trợ từ Chipettes, Ashley và Miles. Họ cũng trả lại chiếc nhẫn cho Barry, và lần này, Alice chấp nhận lời cầu hôn.
Dave, cuối cùng tha thứ cho họ và chính thức nhận nhóm Chipmunks làm con nuôi. Tuy nhiên, khi trở về nhà, anh phát hiện những con sóc họ dùng để giả mạo đã phá hủy căn nhà, khiến anh vô cùng tức giận. Trong khi đó, Suggs thoát khỏi thang máy và quyết định thư giãn bên bể bơi, nhưng lại bị bảo vệ lôi ra ngoài vì không phải là khách của khách sạn.

## Diễn viên
- Jason Lee vai David "Dave" Seville[5]
- Tony Hale vai Agent Suggs[6]
- Kimberly Williams-Paisley vai Samantha[5]
- Bella Thorne vai Ashley Grey[7]
- Redfoo[8] vai DJ at Party
- Josh Green vai Miles

Diễn viên lồng tiếng
- Justin Long vai Alvin Seville[5]
- Matthew Gray Gubler vai Simon Seville[5]
- Jesse McCartney vai Theodore Seville[5]
- Kaley Cuoco vai Eleanor Miller[9]
- Anna Faris vai Jeanette Miller[9]
- Christina Applegate vai Brittany Miller[9]

## Sản xuất
Vào tháng 6 năm 2013, 20th Century Fox thông báo Ban nhạc sóc chuột 4, sẽ được công chiếu vào 18 tháng 12 năm 2015. Vào tháng 8 năm 2014, Randi Mayem Singer viết kịch bản phần 4. Vào 18 tháng 12 năm 2014 Walt Becker được thông báo sẽ là đạo diễn phim và phim sẽ được công chiếu vào ngày 23 tháng 12 năm 2015. Vào tháng 2 năm 2015, Tony Hale tham gia phim. Vào 10 tháng 3 năm 2015, Kimberly Williams-Paisley tham gia. Vào 23 tháng 3, Bella Thorne xác nhận có tham gia vào phim. Các cảnh quay chính được bấm máy vào ngày 16 tháng 3 năm 2015, và kết thúc vào 20 tháng 5 năm 2015.